# Saint-Léger-du-Malzieu
Saint-Léger-du-Malzieu  (okcitán nyelven Sant Léger du Malzieu) község Franciaország déli részén, Lozère megyében. 2016-ban 216 lakosa volt.

## Fekvése
Paulhac-en-Margeride az  Margeride-hegység nyugati oldalán, 859 méteres  (a községterület 797-1184 méteres) tengerszint feletti magasságban, Le Malzieu-Ville-től 4,5 km-re északra a Truyère jobb partján (a folyó egyben a község délnyugati határát is alkotja).
Délnyugatról Blavignac, nyugatról Chaulhac, északról Julianges, északkeletről Saint-Privat-du-Fau, délről Le Malzieu-Forain és Le Malzieu-Ville községek határolják.
A községhez tartoznak Chambaron, La Vessière és Gizerac szórványtelepülések.  Le Malzieu Ville-el a D47-es megyei út köti össze.

## Története
A falu a történelmi Gévaudan tartományban (az egykori Mercoeur báróságban) fekszik. A 12. században La Chaise-Dieu apátsághoz tartozott. Az elvándorlás következtében az utóbbi két évszázadban lakosságának 3/4-ét elvesztette.

### Demográfia
| Év   | Lakosság |
| ---- | -------- |
| 1793 | 587      |
| 1851 | 583      |
| 1876 | 624      |
| 1901 | 599      |
| 1936 | 451      |

| Év   | Lakosság |
| ---- | -------- |
| 1946 | 401      |
| 1954 | 389      |
| 1962 | 352      |
| 1968 | 330      |

| Év   | Lakosság |
| ---- | -------- |
| 1975 | 283      |
| 1982 | 263      |
| 1990 | 235      |
| 1999 | 189      |
| 2010 | 207      |

## Nevezetességei
- A Saint-Barthélémy-templom román stílusban épült a 13. században. A 16. században teljesen átépítették. Berendezéséhez egy 16. századi Szűz Mária-szobor is tartozik. Közelében áll egy régi kőkút.
- Kastélya 1775-ben épült a Truyère teraszára.
- Több útmenti gránitkereszt.
- Számos 18-19. századi gránitból épült tanyaépület. Chambaron közelében bazaltömlés található, ahol kőfejtőt nyitottak; így Chambaron és Veyssières házai a környéken uralkodó gránit helyett bazaltból épültek.
- A Gizerac-patak hídja a 19. században épült.
- Megalitikumi emlékek.

## Kapcsolódó szócikk
- Lozère megye községei